# Dajana Cahill
Dajana Cahill (ur. 4 sierpnia 1989 w Brisbane, Australia) – australijska aktorka, znana głównie z roli Layli Fry w serialu Mortified.

## Filmografia
- 2006–2007: Mortified – Layla Fry
- 2008: H2O – wystarczy kropla – Cindy (odcinek 48)
- 2008: Morski patrol – Carly Walsman
- 2017, 2018–2019: Sąsiedzi – Miranda Kelly